# Municipio de Hamlin (condado de Eaton)
El municipio de Hamlin (en inglés: Hamlin Township) es un municipio ubicado en el condado de Eaton en el estado estadounidense de Míchigan. En el año 2010 tenía una población de 3343 habitantes y una densidad poblacional de 37,34 personas por km².

## Geografía
El municipio de Hamlin se encuentra ubicado en las coordenadas 42°27′27″N 84°39′34″O / 42.45750, -84.65944. Según la Oficina del Censo de los Estados Unidos, el municipio tiene una superficie total de 89.54 km², de la cual 88.99 km² corresponden a tierra firme y (0.62%) 0.55 km² es agua.

## Demografía
Según el censo de 2010, había 3343 personas residiendo en el municipio de Hamlin. La densidad de población era de 37,34 hab./km². De los 3343 habitantes, el municipio de Hamlin estaba compuesto por el 95.81% blancos, el 1.38% eran afroamericanos, el 0.78% eran amerindios, el 0.15% eran asiáticos, el 0.03% eran isleños del Pacífico, el 0.24% eran de otras razas y el 1.62% pertenecían a dos o más razas. Del total de la población el 2.06% eran hispanos o latinos de cualquier raza.